# Yeoui-dong, Seoul
Yeoui-dong (koreanska: 여의동) är en stadsdel i stadsdistriktet Yeongdeungpo-gu i Sydkoreas huvudstad Seoul. 
Stadsdelen utgörs av ön Yeouido i Hanfloden och är hemvist för många företag inom finansbranschen samt för Sydkoreas nationalförsamling. 